# Haralampi G. Oroschakoff

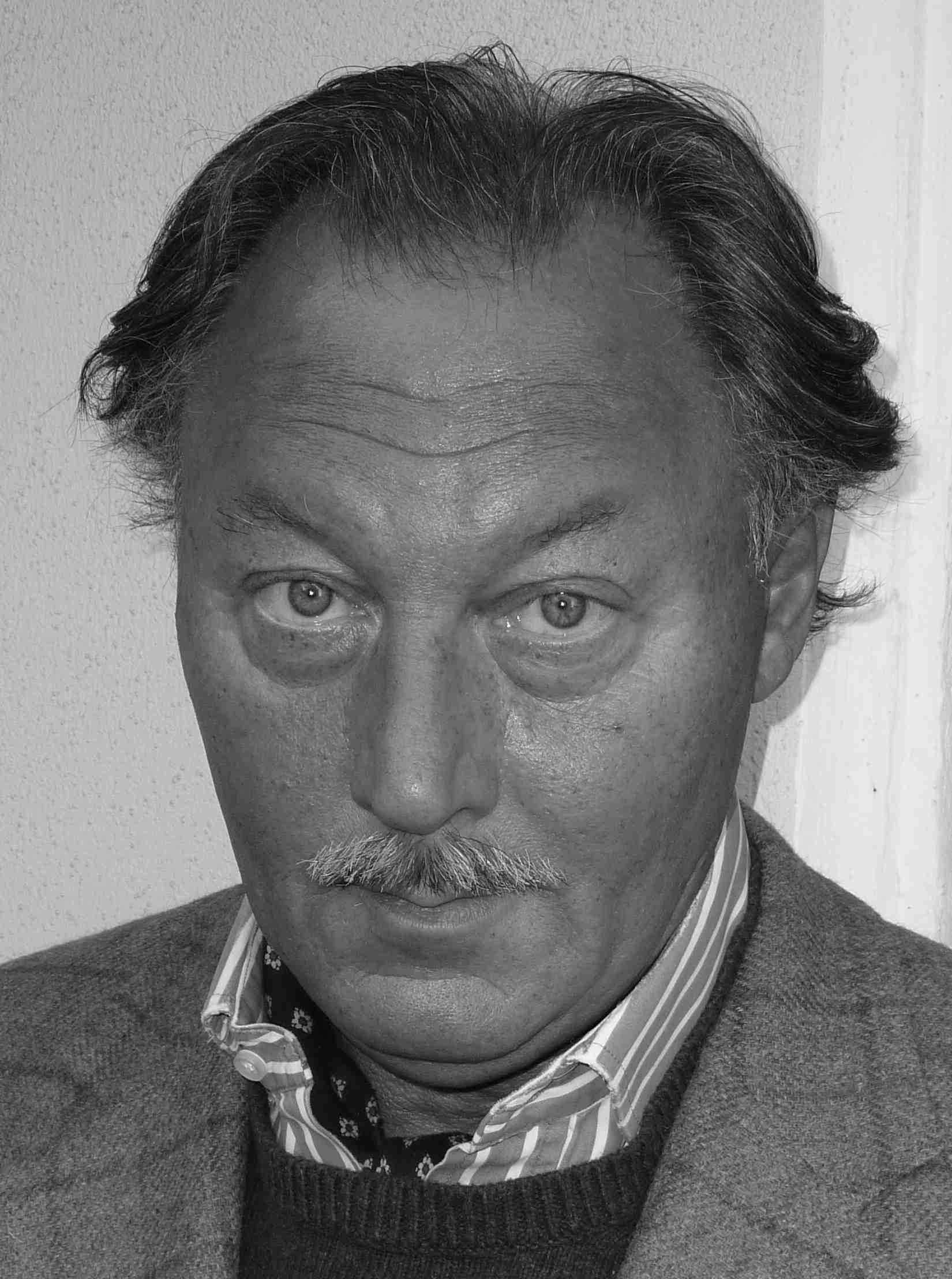
Haralampi G. Oroschakoff (2017)

Haralampi G. Oroschakoff (russisch Харлампий Г. Орешаков; * 23. Mai 1955 in Sofia) ist ein österreichischer Maler, Schriftsteller und Publizist. Er gilt als Vorreiter im Ost-West-Dialog in der Kunst und Erneuerer der Ikonenrezeption in der westlichen Malerei.

## Leben
Haralampi Oroschakoff ist der Sohn des Industriellen Georgij H. Oroschakoff, eines Nachkommen der exilierten russischen Adelsfamilie Haralamow-Oreschak, und seiner Ehefrau Welika Ugrin-Gudarowska aus der Familie Ugrin-Csák. 1960 floh die Familie aus Sofia über Belgrad nach Wien. 1961 erhielt Oroschakoff die österreichische Staatsbürgerschaft. Seinem Vater gehörten die österreichischen Industrieunternehmen Oroschakoff-Tor-Stahl Ges.m.b.H. und B.V.B. Ges.m.b.H. Nach mehreren Schulwechseln und dem Abitur war Oroschakoff 1973 drei Monate lang Gasthörer bei Rudolf Hausner an der Wiener Akademie der Bildenden Künste, danach Autodidakt. Es folgten Stationen in Cannes, New York, Genf und Köln. 1981 reiste er nach Patmos und auf den Berg Athos. Im gleichen Jahr erhielt er den Projektpreis der Stadt Wien und den Anerkennungspreis für Bildende Kunst des Landes Niederösterreich. Im Jahre 1983 zog er nach München um.

„Ich wollte die Stadt München in den Würgegriff nehmen. Dieselbe Stadt, in ihrer selbstgefälligen Schönheit verharrt und durch Nabelschau dumpf geworden, in der am Anfang des 20. Jahrhunderts Wassily Kandinsky, Alexej v. Jawlensky und der dalmatische Grieche und selbst erschaffene Italiener Giorgio de Chirico die ersten Kämpfe einer modernen Auffassung von Wert und Welt führten – und am Ende eines Jahrhunderts, in dem wir alle zu Emigranten gemacht worden waren und wie Möbelstücke in aufgelassenen Räumen hin und her geschoben wurden.“

1987 erhielt Oroschakoff das Stipendium Bildende Kunst der Stadt München und im Jahre 1991 den Schwabinger Kunstpreis. Nach dem Ende des Kalten Krieges um 1990 folgten Einladungen und Reisen nach Serbien, Bulgarien, Russland, Slowenien und Kasachstan – Länder, aus denen Oroschakoffs Vorfahren stammten.
Seit 1998 lebt und arbeitet er in Berlin, Cannes und Wien. Er ist seit 2000 in zweiter Ehe verheiratet mit Diana Gräfin von Hohenthal und Bergen. Von 1986 bis 2000 war er verheiratet mit Johanna Gräfin von und zu Eltz, gen. Faust von Stromberg.

## Werk
In den 1980er Jahren trat Oroschakoff mit Zeichnungen, Textcollagen, Installationen und Videoperformances hervor, „denen es um mehr als das bloße Schaffen ästhetischer Werte geht. Oroschakoff ist auf dem Weg zum Gesamtkunstwerk (...), eine universelle Weltschau, die die Kategorien Natur, Artefakt und Humanes integral widerspiegelt“. Seine frühen Arbeiten stehen unter dem Eindruck der Wiener Jahre: Schulwechsel, Sprachlosigkeit und Isolation bei gleichzeitigem beruflichen und gesellschaftlichen Aufstieg der Familie. Sie drehen sich um Fragen der Ästhetik und der Identität, um die Wechselbeziehung von Individualität und Kollektiv sowie um Kommunikation im Spiegel des Konsums. „Oroschakoff deckt unsere Angst und Furcht auf (...), unsere Verweigerung der Selbsterkenntnis, unsere Unsicherheit vor dem Arbeitsplatz wie die der präzisen Lokalisierung. (...) Oroschakoff visualisiert das, was Soziologen und Historiker erst langsam erforschen; Siberia oder die Einsamkeit in uns allen.“

### Doppelkreuz und Osteuropa
Mitte der 1980er Jahre begann die Rückbesinnung auf den byzantinisch-orthodoxen Kulturkreis seiner Herkunft. Daraus resultierte die Konzentration auf das orthodoxe Kreuz als Bildgrund (Doppelkreuz). Diese Bildserien führten die monochrome Malerei eigenständig weiter und benannten die unsichtbare Kulturgrenze zwischen dem postlateinischen Westen und dem postbyzantinischen Osten. „Das bewusste, positive Einbeziehen unterschiedlichster Zitate aus dem slawisch-russischen und kleinasiatischen Bereich und der Versuch, eine neue, zeitgemäße Ikone zu entwickeln, zeigen deutlich, dass es Oroschakoff um eine Akzentverschiebung geht – dies nicht aus sentimentaler Liebe zu seinen Wurzeln, sondern weil er im östlichen Kulturbereich etwas lebendig glaubt, das im Westen längst verschüttet ist.“
Auf die Öffnung der Berliner Mauer 1989 folgte ein weiterer Perspektivwechsel. Die physische Begegnung mit dem Osten vertiefte die bis dahin theoretische Auseinandersetzung mit der Kunst und Kultur Osteuropas. Es entstanden Freundschaften mit Vertretern der damaligen Avantgarde (Boris Groys, IRWIN, Andrei Filippov, Yuri Albert, Vadim Zakharov, Luchezar Boyadjiev u. a.). Kuratorische Projekte und Vorlesungen festigten Oroschakoffs Ruf als Ost-West-Experte: Kräftemessen (München 1994) mit Margarita Tupitsyn, Boris Groys und Viktor Misiano, Bulgariaavantgarde (München 1998) mit Iara Boubnova, 4. Internationale (Almaty 1998) mit Yerbosyn Meldibekov und Kanat Ibragimov.
Seine Kunstsammlung Moskauer Konzeptualismus der 80er und 90er Jahre, Ergebnis einer langjährigen Auseinandersetzung mit der russischen Avantgarde der Perestroika, hat Oroschakoff 2003 dem Kupferstichkabinett Berlin vermacht. Seit 2008 widmet er sich der Weiterführung seines Gesamtkunstwerks Musée d´Art et de Lettre, das konzeptionell bis 1979 zurückreicht und als Spurensuche die unterschiedlichsten Ausdrucksformen, Techniken und Materialien zu Erlebnisräumen zusammenfügt.

### Theorie, Literatur und Politik
Vor dem Hintergrund der Ost-West-Annäherung und späteren Entfremdung trat Oroschakoff auch als Herausgeber und Publizist in Erscheinung (Beispiele Kräftemessen  und Instant Archaeology). Das künstlerische Engagement wurde um soziokulturelle und geostrategische Aspekte erweitert. Neben Zeichnung und Malerei bilden das Archivieren und die Gegenüberstellung des Selbstverständnisses und der Verhaltensmuster in Ost und West eine wichtige Komponente in Oroschakoffs Werk.
Einen Höhepunkt markierte das Sachbuch Die Battenberg-Affäre (Bloomsbury Verlag 2007). Oroschakoff entwirft darin das historische Panorama eines Kulturkampfs, der Geschichte und Geschichten im 19. Jahrhundert verknüpft. Im Zentrum steht die Orientalische Frage. „Das Buch ist (...) die Geschichte Europas im Südosten des Kontinents seit dem Zerfall und Ende des Osmanischen Reiches.“
Etwa seit der Jahrhundertwende beteiligt Oroschakoff sich an der politischen Diskussion zu Russland, zum Balkan und zum Kaukasus; zu diesem Themenkreis publiziert er Essays und Kommentare in Lettre International, Russland kontrovers und in anderen Medien.

## Rezeption
Bereits die Installation Dandolo, die sich mit der Zerstörung Konstantinopels durch die Kreuzritter im 13. Jahrhundert beschäftigte (Museum Fridericianum, Kassel 1989, Staatsgalerie Moderner Kunst, München 1990, Kunstverein Göttingen 1989), rief eine heftige Kontroverse in der Kunstszene hervor. Der Kurator Justin Hoffmann nannte Oroschakoff einen „weißrussischen Revanchisten“. Die Süddeutsche Zeitung schrieb: „Oroschakoff, der Konservative, bejaht das Absolutum seines Glaubens und setzt es in den tradierten Kanon des ästhetisch Schönen.“ Einen positiveren Widerklang fand die Installation in der FAZ: „Oroschakoff – und dies macht ihn zum Vorbild für viele, die durch die Öffnung des Ostblocks in ihrer kulturellen Identität zutiefst verunsichert wurden – hat gelernt, sich zu seiner Gespaltenheit zu bekennen.“
Elke Schmitter schrieb 2002 im Spiegel über Oroschakoff: „(...) das Bild des zornigen jungen Mannes, exotisch angereichert durch ostentatives Dandytum und eine fremdartige Herkunft. (...) Nirgends fraglos zuhause, ist seine Wahrnehmung kulturellen Gedächtnisverlustes ausgeprägt und sein Empfinden für Gegensätze geschärft.“ Im Magazin CATO schreibt Thomas Fasbender 2018: „Anders als Kasimir Malewitsch, der das moderne Denken mit seinem monochromen Quadrat frontal angeht, es vollendet und überwindet, lässt Oroschakoff es im Doppelkreuz, dem Heilssymbol der Orthodoxie, hinter sich wie einen Hund, der bellt, während die Karawane ins Jenseits zieht.“
Der Schriftsteller Martin Mosebach bezeichnete ihn als „orthodoxen Maler und unorthodoxen Historiker“.

## Ausstellungen
Seit 1981 ist Oroschakoff bei Ausstellungen, Symposien und Lesungen in ganz Europa, Russland und den USA präsent, u. a. Biennale di Venezia 1988, documenta IX 1992, Moskau Biennale 1998, Biennale Sao Paulo 2002, Bienal del Fin del Mundo, Mar del Plata 2014/15. In Cannes 2021/22 Les visages des frontières im Musée des explorations du monde.

## Veröffentlichungen (Auswahl)
- 2021 Das Lächeln des Emigranten, wdpress, Berlin
- 2016 Oroschakoff Doppelkreuz, Monographie, Hatje Cantz, Berlin
- 2013 Wenn sie nicht elegant sind, dann bemühen sie sich um eine eigene Note, in: Charade-Rochade, herausgegeben von Axel Haubrok, Distanz Verlag Berlin
- 2013 Der Prokurator, in: Galerie der Namenlosen, herausgegeben von Hanns Zischler, Elke Schmitter, Alpheus Verlag, Berlin
- 2007 Die Battenberg-Affäre, Berlin Verlag
- 2007 Die Orientalische Frage, in: Lettre International, Nr. 78
- 2004 Moskauer Konzeptualismus, Sammlung Haralampi G. Oroschakoff und Sammlung, Verlag, Archiv Vadim Zakharov, herausgegeben von Hein-Th. Schulze Altcappenberg, Kupferstichkabinett Staatliche Museen zu Berlin, Verlag der Buchhandlung Walther König, Köln
- 2001 Moskau oder die eigenen Leidenschaften sind nicht verhandelbar und Die Berliner Republik: Was im Werden ist, war schon, in: Moskau-Berlin Stereogramme, herausgegeben von Tilman Spengler, Berlin Verlag
- 1999 Weltverdopplung oder die Realisierung der Orientalischen Frage, in: Dogma 95 Dämonen, herausgegeben von Frank Castorf, Volksbühne Berlin und Kleist – Festtage Frankfurt/Oder
- 1999 Inhabitants at the Edges of the World: Itinerants and Orientalists,Texte von:Alexander ‘Borovsky, Margarita Tupitsyn, Kathrin Becker, Marie-Louise von Plessen, Matthias Flügge, Haralampi G. Oroschakoff, Berlin Press
- 1998 Bulgariaavantgarde, Texte von Haralampi G. Oroschakoff, Iara Boubnova (Kurator), Alexander Kiossev, Luchezar Boyadjiev, Ivailo Ditchev, Diana Popova, herausgegeben von Haralampi G. Oroschakoff, Salon Verlag, Köln
- 1997 Instant Archaeology, Texte von Josif Bakschtejn, Sabine Hänsgen, Aleksander Jakimovič, Michael Meuer, Christian Schneegass, Viktor Tupitsyn, herausgegeben von Gerhard Theewen und Akademie der Künste, Berlin, Salon Verlag, Köln
- 1997 Die Akte Odessa, Text von Boris Groys, herausgegeben von Reiner Speck und Gerhard Theewen, édition séparée, Salon Verlag, Köln
- 1996 Kräftemessen, Texte von Nikita Alexejew, Katja Degot, Boris Groys, Sabine Hänsgen, Haralampi G. Oroschakoff, Viktor Misiano, Margarita Tupitsyn, Victor Tupitsyn, Slavoj Žižek u. a.), herausgegeben von Haralampi G. Oroschakoff, Cantz Verlag, Ostfildern
- 1995 Eine Textsammlung 1979–1994, Reihe Cantz, Cantz Verlag, Ostfildern
- 1994 Stalnimi Subami-Upustenii Avangard, in: Emigrazia i Straniki, Pastor Zond Edition, Nr. 5, Köln
- 1993 Polis, Texte von Luchezar Boyadjiev, Dorothea Eichenauer, Rainer Metzger, Hohenthal und Bergen, München
- 1988 Lampos, Texte von Francois Nedellec, Wladimir Sinojew, Luise Horn, Wilfried Dickhoff, herausgegeben von Wilfried Dickhoff für Galerie Joachim Becker, Cannes
- 1987 Oroschakoff, Texte von Luise Horn, Wilfried Dickhoff, Noemi Smolik, Kunstraum München

## Sammlungen (Auswahl)
- Städtische Galerie im Lenbachhaus, München
- Museum of Modern Art (MUMOK), Wien
- Musée d´Art et Contemporain, Genf
- Berlinische Galerie, Berlin
- Deutsche Bank, Frankfurt
- The State Russian Museum, St. Petersburg
- Documenta Archiv, Kassel
- Museum of Modern Art, Prato, Italien
- Sparkasse Köln-Bonn
- Kupferstichkabinett Staatliche Sammlungen zu Berlin
- Deutscher Sparkassenverlag, Stuttgart
- Humanic Sammlung, Graz, Österreich
- Sammlung Graninger/Rupertinum Salzburg, Österreich
- Trevi Flash Art Museum of Contemporary Art – Palazzo Lucarini, Trevi, Italien
- Deutsches Historisches Museum, Berlin
- Archiv und Sammlung Pastor Zond/Vadim Zakharov, Köln/Moskau/Berlin
- Sammlung Dürckheim
- Sammlung Dieter und Si Rosenkranz, Berlin
- Sammlung Eltz-Oroschakoff, Hamburg
- Sammlung Thomas, München
- Sammlung Michel Würthle/Paris Bar, Berlin
- Collection Gimbel, New York
- Collection Holleb, Chicago
- Tiba Art Collection, Belgien
- Sammlung Grafen La Rosée
- Sammlung Baron Gravenreuth
- The Sons Collection, Belgien
- Sammlung Hans und Uschi Welle, Berlin